# Emblemă

Emblema "Casei Albe" din Washington, D.C.

O emblemă e formată dintr-o imagine, abstractă sau reprezentativă, care exprimă un concept — adesea un concept al adevărului moral sau al unei alegorii.
Emblema este un obiect, imagine (însoțită de o deviză) care poartă în mod corespunzător un anumit înțeles, care simbolizează o anumită idee.

## Diferențe: emblemă și simbol
Cuvintele emblemă și simbol apar adesea sinonime în conversațiile de zi-cu-zi, fără a provoca confuzii nedorite. Separarea celor două ar părea inutilă și ceremonială. Oricum, o emblemă este un tipar (model), folosit pentru a reprezenta o idee. O emblemă cristalizează o abstracțiune în termeni concreți, vizuali: o zeitate, un trib, o națiune, o virtute sau un viciu. O emblemă este un obiect, sau reprezentarea unui obiect. O emblemă poate fi purtată sau folosită altfel ca o insignă identificatoare. O emblemă metalică a unei cochilii cusută pe pălărie identifica un pelerin medieval în drum spre Santiago de Compostela. 
Un simbol substituie un lucru altuia, într-o manieră mai puțin concretă: crucea creștină este un simbol al sacrificiului; este o emblemă a crucificării. O cruce roșie pe un steag alb este emblema Crucii Roșii Internaționale. Crucea Roșie este un simbol al spiritului umanitar. 
Forma de semilună este un simbol al lunii; este o emblemă a islamului. Craniul cu două oase încrucișate este o emblemă care identifică o otravă. Craniul este un simbol al vieții umane tranzitorii.

## Emblemele în istorie
Dinn secolul al XV-lea, termenii de (emblema) și emblematura aparțin de termini technici ai arhitecturii. Se referă la o reprezentare sculpturală, pictată sau desenată a unui concept, fixată pe case și aparținând — asemenea inscripțiilor — ornamentelor arhitecturale (ornamenta). De la publicarea De architectura libri decem de Leon Battista Alberti (1404–1472) emblemele (emblema) sunt înrudite cu hieroglifele egiptene, și sunt considerate a reprezenta un limbaj secret. Prin urmare, emblemele aparțin de cunoștințele Renașterii asupra antichității, nu doar a celeo grecești și romane, ci și a celei egiptene, după cum o dovedesc numeroasele obeliscuri construite în Roma secolelor al XVI-lea și al XVII-lea.
Publicare în 1531 la Augsburg a primei cărți cu embleme, Emblemata a juristului italian Andrea Alciato, a pornit o fascinație pentru embleme ce a durat două secole și a atins majoritatea țărilor Europei Occidentale. În acest sens, "emblema" se referă la o combinație didactică sau moralizatoare de imagini și text, cu scopul de a-l atrage pe cititor într-o examinare auto-reflectivă a propriei vieți personale. Asociațiile complicate de embleme pot transmite informații cititorului informat din punct de vedere cultural, o caracteristică a mișcării artistice a secolului al XVI-lea numită manierism.